# Li Fang
Pour les articles homonymes, voir Li et Fang.
Ne pas confondre avec Li Na et Li Ting, également joueuses de tennis.
Dans ce nom chinois, le nom de famille, Li, précède le nom personnel.
Li Fang (née le 1er janvier 1973 dans le Hunan) est une joueuse de tennis chinoise, professionnelle de 1990 à 2001.
Elle a atteint le 36e rang mondial en simple le 8 juin 1998 et le 49e en double le 21 février 1994.
Pendant sa carrière, elle a remporté deux titres WTA en double.

## Palmarès

### Titre en simple dames
Aucun

### Finales en simple dames
| No | Date       | Nom et lieu du tournoi                         | Catégorie | Dotation  | Surface      | Vainqueure       | Score    |          |
| -- | ---------- | ---------------------------------------------- | --------- | --------- | ------------ | ---------------- | -------- | -------- |
| 1  | 09/01/1995 | Schweppes Tasmanian Int'l Open, Hobart         | Tier IV   | 107 500 $ | Dur (ext.)   | Leila Meskhi     | 6-2, 6-3 | Parcours |
| 2  | 13/04/1998 | Makarska International Championships, Makarska | Tier IV   | 107 500 $ | Terre (ext.) | Květa Hrdličková | 6-3, 6-1 | Parcours |
| 3  | 16/11/1998 | Volvo Women’s Open, Pattaya                    | Tier IV   | 107 500 $ | Dur (ext.)   | Julie Halard     | 6-1, 6-2 | Parcours |

### Titres en double dames
| No | Date       | Nom et lieu du tournoi | Catégorie | Dotation  | Surface      | Partenaire       | Finalistes                  | Score    |          |
| -- | ---------- | ---------------------- | --------- | --------- | ------------ | ---------------- | --------------------------- | -------- | -------- |
| 1  | 12/07/1993 | Citroen Cup Kitzbühel  | Tier III  | 150 000 $ | Terre (ext.) | Dominique Monami | Maja Murić Pavlina Rajzlova | 6-2, 6-1 | Parcours |
| 2  | 14/02/1994 | Nokia Open Pékin       | Tier IV   | 100 000 $ | Dur (int.)   | Chen Li Ling     | Kerry-Anne Guse Valda Lake  | 6-0, 6-2 | Parcours |

### Finale en double dames
| No | Date       | Nom et lieu du tournoi   | Catégorie | Dotation  | Surface    | Vainqueures           | Partenaire      | Score         |          |
| -- | ---------- | ------------------------ | --------- | --------- | ---------- | --------------------- | --------------- | ------------- | -------- |
| 1  | 05/04/1993 | Suntory Japan Open Tokyo | Tier III  | 150 000 $ | Dur (ext.) | Ei Iida Maya Kidowaki | Kyoko Nagatsuka | 6-2, 4-6, 6-4 | Parcours |

## Parcours en Grand Chelem

### En simple dames
| Année | Open d'Australie | Open d'Australie | Internationaux de France | Internationaux de France | Wimbledon       | Wimbledon        | US Open         | US Open         |
| ----- | ---------------- | ---------------- | ------------------------ | ------------------------ | --------------- | ---------------- | --------------- | --------------- |
| 1992  | 3e tour (1/16)   | Jana Novotná     | 1er tour (1/64)          | Emanuela Zardo           | 1er tour (1/64) | Ginger Helgeson  | 2e tour (1/32)  | Natasha Zvereva |
| 1993  | 1er tour (1/64)  | Natalia Baudone  | -                        | -                        | 1er tour (1/64) | Sandra Wasserman | 1er tour (1/64) | Barbara Rittner |
| 1994  | 1er tour (1/64)  | Jana Novotná     | 2e tour (1/32)           | Alexandra Fusai          | 2e tour (1/32)  | Laura Golarsa    | 1er tour (1/64) | Wang Shi-Ting   |
| 1995  | 1er tour (1/64)  | Arantxa Sánchez  | -                        | -                        | -               | -                | 1er tour (1/64) | Mana Endo       |
| 1996  | 1er tour (1/64)  | Yone Kamio       | -                        | -                        | -               | -                | -               | -               |
| 1997  | -                | -                | -                        | -                        | -               | -                | 1er tour (1/64) | F. Lubiani      |
| 1998  | 1er tour (1/64)  | Mary Pierce      | 1er tour (1/64)          | Mariana Díaz             | 1er tour (1/64) | Rita Grande      | 1er tour (1/64) | Chanda Rubin    |
| 1999  | 2e tour (1/32)   | Rita Grande      | 1er tour (1/64)          | Monica Seles             | 1er tour (1/64) | Larisa Neiland   | 2e tour (1/32)  | Julie Halard    |

À droite du résultat, l’ultime adversaire.

### En double dames
| Année | Open d'Australie             | Open d'Australie          | Internationaux de France    | Internationaux de France | Wimbledon                    | Wimbledon                 | US Open                      | US Open                  |
| ----- | ---------------------------- | ------------------------- | --------------------------- | ------------------------ | ---------------------------- | ------------------------- | ---------------------------- | ------------------------ |
| 1993  | -                            | -                         | -                           | -                        | 1er tour (1/32) K. Nagatsuka | Laura Arraya A. Temesvári | -                            | -                        |
| 1994  | 1er tour (1/32) D. Monami    | Pam Shriver E. Smylie     | 1er tour (1/32) K. Godridge | Amy Frazier Kimberly Po  | -                            | -                         | 1er tour (1/32) Chen Li Ling | K. Nagatsuka Ai Sugiyama |
| 1995  | 1er tour (1/32) Carin Bakkum | Lori McNeil Helena Suková | -                           | -                        | -                            | -                         | -                            | -                        |

Sous le résultat, la partenaire ; à droite, l’ultime équipe adverse.

## Parcours aux Jeux olympiques

### En simple dames
| # | Date       | Nom de l'olympiade       | Surface      | Résultat        | Ultime adversaire | Score          |          |
| - | ---------- | ------------------------ | ------------ | --------------- | ----------------- | -------------- | -------- |
| 1 | 28/07/1992 | Olympic Games, Barcelone | Terre (ext.) | 1er tour (1/32) | Brenda Schultz    | 7-5, 6-74, 6-4 | Parcours |

### En double dames
| # | Date       | Nom de l'olympiade      | Surface      | Résultat      | Partenaire | Ultimes adversaires            | Score    |          |
| - | ---------- | ----------------------- | ------------ | ------------- | ---------- | ------------------------------ | -------- | -------- |
| 1 | 28/07/1992 | Olympic Games Barcelone | Terre (ext.) | 2e tour (1/8) | Tang Min   | Mercedes Paz Patricia Tarabini | 6-0, 6-1 | Parcours |

## Parcours en Coupe de la Fédération
| #                                                                            | Date       | Lieu       | Surface             | Gagnante(s)                         | Perdante(s)                       | Score          |          |
|                                                                              |            |            |                     |                                     |                                   |                |          |
| 1989 - 1er tour qualifications (groupe mondial) - Luxembourg - Chine - 1 : 2 |            |            |                     |                                     |                                   |                |          |
| 1                                                                            | 01/10/1989 | Tokyo      | Dur (ext.)          | Li Fang Tang Min                    | Karin Kschwendt Pascale Welter    | 7-5, 7-67      | Parcours |
|                                                                              |            |            |                     |                                     |                                   |                |          |
| 1989 - 1er tour (groupe mondial) - Chine - Australie - 0 : 3                 |            |            |                     |                                     |                                   |                |          |
| 2                                                                            | 03/10/1989 | Tokyo      | Dur (ext.)          | Jenny Byrne Janine Thompson         | Li Fang Li Yan-Ling               | 6-2, 6-1       | Parcours |
|                                                                              |            |            |                     |                                     |                                   |                |          |
| 1990 - 1er tour qualifications (groupe mondial) - Chine - Mexique - 2 : 1    |            |            |                     |                                     |                                   |                |          |
| 3                                                                            | 21/07/1990 | Atlanta    | Dur (ext.)          | Li Fang                             | Aranzazu Gallardo                 | 6-4, 6-1       | Parcours |
| 3                                                                            | 21/07/1990 | Atlanta    | Dur (ext.)          | Li Fang Tang Min                    | Angélica Gavaldón Lupita Novelo   | 6-4, 4-6, 6-4  | Parcours |
|                                                                              |            |            |                     |                                     |                                   |                |          |
| 1990 - 1er tour (groupe mondial) - Japon - Chine - 3 : 0                     |            |            |                     |                                     |                                   |                |          |
| 4                                                                            | 23/07/1990 | Atlanta    | Dur (ext.)          | Kimiko Date                         | Li Fang                           | 6-3, 6-0       | Parcours |
| 4                                                                            | 23/07/1990 | Atlanta    | Dur (ext.)          | Maya Kidowaki Nana Miyagi           | Li Fang Tang Min                  | 6-1, 6-1       | Parcours |
|                                                                              |            |            |                     |                                     |                                   |                |          |
| 1991 - 1er tour qualifications (groupe mondial) - Chine - Norvège - 2 : 1    |            |            |                     |                                     |                                   |                |          |
| 5                                                                            | 19/07/1991 | Nottingham |                     | Amy Jonsson-Raaholt                 | Li Fang                           | 6-2, 6-2       | Parcours |
| 5                                                                            | 19/07/1991 | Nottingham | Li Fang Tang Min    | Amy Jonsson-Raaholt Astrid Sunde    | 6-3, 6-4                          |                | Parcours |
|                                                                              |            |            |                     |                                     |                                   |                |          |
| 1991 - 2e tour qualifications (groupe mondial) - Chine - Luxembourg - 2 : 1  |            |            |                     |                                     |                                   |                |          |
| 6                                                                            | 21/07/1991 | Nottingham |                     | Li Fang Tang Min                    | Marie-Christine Goy Rosabel Moyen | 6-3, 6-2       | Parcours |
|                                                                              |            |            |                     |                                     |                                   |                |          |
| 1991 - 1er tour (groupe mondial) - Brésil - Chine - 0 : 3                    |            |            |                     |                                     |                                   |                |          |
| 7                                                                            | 22/07/1991 | Nottingham |                     | Li Fang                             | Luciana Corsato                   | 6-0, 6-2       | Parcours |
|                                                                              |            |            |                     |                                     |                                   |                |          |
| 1991 - 2e tour (groupe mondial) - Suisse - Chine - 2 : 1                     |            |            |                     |                                     |                                   |                |          |
| 8                                                                            | 24/07/1991 | Nottingham |                     | Manuela Maleeva                     | Li Fang                           | 6-75, 7-5, 6-2 | Parcours |
| 8                                                                            | 24/07/1991 | Nottingham | Li Fang Yi Jingqian | Cathy Caverzasio Manuela Maleeva    | 3-1, ab.                          |                | Parcours |
|                                                                              |            |            |                     |                                     |                                   |                |          |
| 1992 - 1er tour (groupe mondial) - France - Chine - 2 : 1                    |            |            |                     |                                     |                                   |                |          |
| 9                                                                            | 14/07/1992 | Francfort  | Terre (ext.)        | Li Fang                             | Nathalie Tauziat                  | 6-1, 6-75, 6-3 | Parcours |
| 9                                                                            | 14/07/1992 | Francfort  | Terre (ext.)        | Isabelle Demongeot Nathalie Tauziat | Li Fang Tang Min                  | 6-3, 7-64      | Parcours |
|                                                                              |            |            |                     |                                     |                                   |                |          |
| 1992 - Barrage (groupe mondial I) - Chine - Finlande - 1 : 2                 |            |            |                     |                                     |                                   |                |          |
| 10                                                                           | 16/07/1992 | Francfort  | Terre (ext.)        | Li Fang                             | Petra Thoren                      | 5-7, 6-3, 7-5  | Parcours |
| 10                                                                           | 16/07/1992 | Francfort  | Terre (ext.)        | Anne Aallonen Nanne Dahlman         | Li Fang Tang Min                  | 2-6, 6-2, 6-1  | Parcours |
|                                                                              |            |            |                     |                                     |                                   |                |          |
| 1993 - 1er tour (groupe mondial) - Chine - Pérou - 2 : 1                     |            |            |                     |                                     |                                   |                |          |
| 11                                                                           | 20/07/1993 | Francfort  | Terre (ext.)        | Laura Arraya                        | Li Fang                           | 4-6, 6-4, 6-4  | Parcours |
| 11                                                                           | 20/07/1993 | Francfort  | Terre (ext.)        | Bi Ying Li Fang                     | Laura Arraya Pilar Vásquez        | 6-4, 6-0       | Parcours |
|                                                                              |            |            |                     |                                     |                                   |                |          |
| 1993 - 2e tour (groupe mondial) - États-Unis - Chine - 2 : 1                 |            |            |                     |                                     |                                   |                |          |
| 12                                                                           | 21/07/1993 | Francfort  | Terre (ext.)        | Li Fang                             | Lori McNeil                       | 2-6, 7-66, 6-0 | Parcours |
| 12                                                                           | 21/07/1993 | Francfort  | Terre (ext.)        | Lindsay Davenport Lori McNeil       | Chen Li Ling Li Fang              | 6-3, 6-0       | Parcours |
|                                                                              |            |            |                     |                                     |                                   |                |          |
| 1994 - 1er tour (groupe mondial) - Chine - Japon - 1 : 2                     |            |            |                     |                                     |                                   |                |          |
| 13                                                                           | 18/07/1994 | Francfort  | Terre (ext.)        | Li Fang                             | Kimiko Date                       | 7-5, 6-1       | Parcours |
| 13                                                                           | 18/07/1994 | Francfort  | Terre (ext.)        | Kimiko Date Nana Miyagi             | Chen Li Ling Li Fang              | 6-1, 6-2       | Parcours |

## Classements WTA en fin de saison

### En simple
| Année | 1990 | 1991 | 1992 | 1993 | 1994 | 1995 | 1996 | 1997 | 1998 | 1999 | 2000 | 2001 |
| Rang  | 349  | 153  | 118  | 132  | 66   | 95   | 199  | 68   | 40   | 86   | 502  | 723  |

Source : (en) « Classements de Li Fang », sur le site officiel du WTA Tour

### En double
| Année | 1991 | 1992 | 1993 | 1994 | 1995 | 1996 | 1997 | 1998 | 1999 | 2000 |
| Rang  | 222  | -    | 56   | 125  | 174  | -    | -    | 577  | 166  | 451  |

Source : (en) « Classements de Li Fang », sur le site officiel du WTA Tour